# Vallegrande (Villa Latina)
Vallegrande è una frazione del comune di Villa Latina che dista da quest'ultima all'incirca 3 km e dal capoluogo di provincia 43 km..

## Geografia Fisica

### Territorio
Vallegrande si trova ai piedi del monte Bianco (1167 m) dove a pochi metri di distanza scorre il fiume Mollarino.

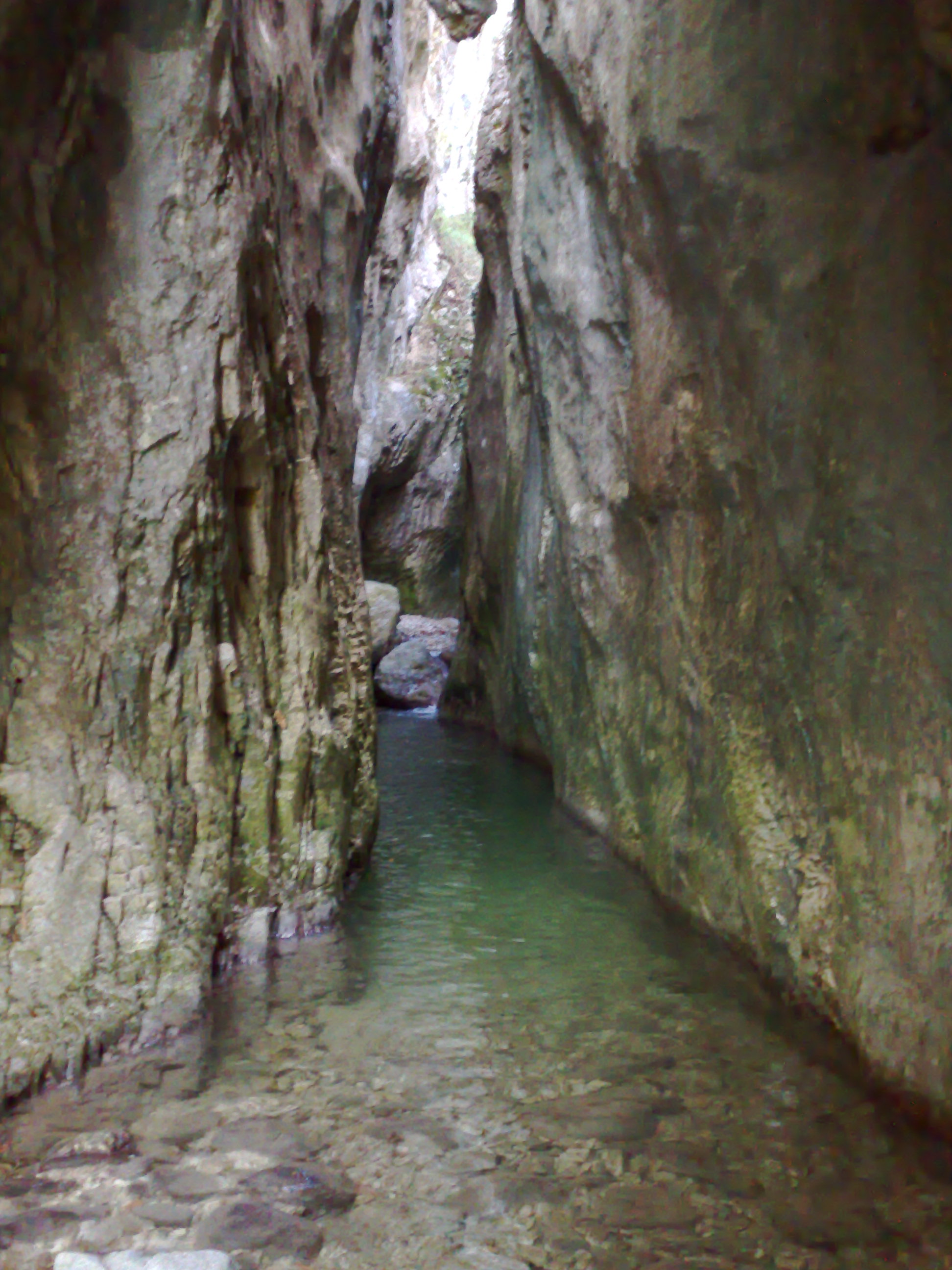
Le sorgenti del fiume Mollarino

### Clima
Classificazione climatica: zona E, 2407 GR/G

## Storia
Il piccolo borgo di Vallegrande condivide maggior parte della sua storia con Villa Latina e Atina.
Vallegrande venne edificata probabilmente subito dopo l'edificazione di Agnone nel 770 d.C. come paese di collegamento fra la Valle di Comino e il Molise.
Nel 1816 il casale di Vallegrande insieme al casale di Agnone (Villa Latina) presentò richiesta di separazione dal comune di Atina per la formazione di un comune autonomo, ottenendola nel 1832, dopo aver vinto le resistenze degli amministratori di Atina.
Vicende storiche di notevole rilievo vi sono solo durante la Seconda guerra mondiale, quando Vallegrande venne occupata dai tedeschi per edificare la linea Gustav.

## Società
A Vallegrande risiedono in totale 241 persone le quali 123 sono femmine e 118 sono maschi.

## Cultura

### Religione
La popolazione di Vallegrande è devota a San Gioacchino ma soprattutto a Sant'Anna a cui è dedicata la chiesetta che sovrasta l'intero centro abitato.

## Infrastrutture e trasporti

### Strade
Il borgo è attraversato dalla Strada statale 627 della Vandra che consente il collegamento del paese con San Biagio Saracinisco e soprattutto con Villa Latina.